# Delineant

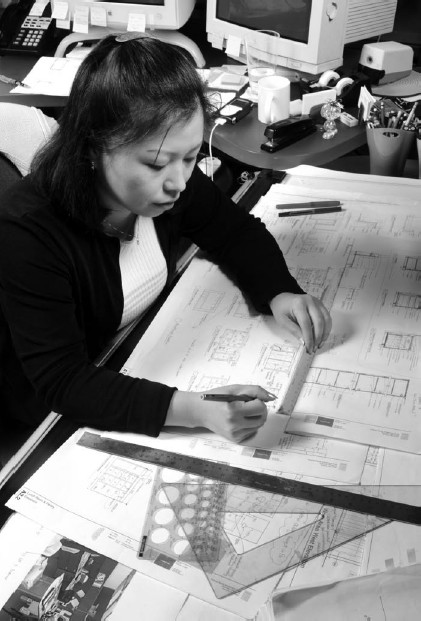
Delineant treballant.

El  delineant  és un professional que treballa amb la geometria i l'espai, per realitzar la seva tasca són necessaris coneixements multidisciplinaris (entre els quals, es considera com el més rellevant la geometria descriptiva) i alhora ha d'adaptar-se ràpidament a les noves tecnologies que s'han convertit en els seves eines de treball evolucionades.
Abans de la utilització d'aplicacions informàtiques el  dibuix lineal era la delineació amb segments de línies geomètriques realitzada generalment amb ajuda d'estris com la regla, l'escaire, el compàs, el tiralínies, etc .
El dibuix lineal a més de traçar les línies d'una figura, permet traduir els projectes i càlculs sobre un document gràfic, el plànol delineat és l'intermediari entre els tècnics que conceben la idea i aquells que la realitzen. La traducció de la idea sobre els plans sempre s'ha realitzat de forma ordenada i acceptant les Normes de Dibuix, que són gairebé iguals en tots els països, les quals es prenen com a mitjà internacional d'intel·ligència.
Normes com "El símbol de diàmetre no es posa quan es delimita sobre una circumferència" serveixen per a ordenar la informació en els plànols, un dibuix tècnic ha de ser explícit, suficient, concís, adaptat i econòmic.
El dibuix general de conjunt, dibuix de grups, dibuix de detall, dibuix patents, dibuixos d'aprovació, dibuixos de muntatge, dibuixos per a projectes, dibuixos per a ofertes o dibuixos de catàlegs, dibuixos de canonades, dibuixos de connexions i d'instal·lacions elèctriques, dibuixos de concepció, dibuix de definició de producte acabat, dibuix de fabricació, esquemes i dibuixos geomètrics. Totes aquestes classes de dibuix són necessàries i totes tenen la seva utilitat. I totes tenen com a elements la representació de la forma, la indicació de les dimensions, representació de les superfícies i la indicació del material.

## Especialitats
- Delineant d'arquitectura.
- Delineant de cartografia.
- Delineant d'il·lustracions tècniques.
- Delineant industrial.
- Delineant d'enginyeria civil.
- Delineant d'enginyeria elèctrica.
- Delineant d'enginyeria electrònica.
- Delineant d'enginyeria mecànica.
- Delineant d'enginyeria naval.
- Delineant de litografia/arts gràfiques.
- Delineant projectista.
- Dissenyador tècnic/arquitectura.
- Dissenyador tècnic/industrial.
- Il·lustrador publicacions tècniques.

### Cicles Formatius de Formació Professional de Grau Superior
- Tècnic Superior en Realització i Plans d'Obres.
- Tècnic Superior en Desenvolupament i Aplicació de Projectes de Construcció.
- Tècnic Superior en Desenvolupament de Projectes Urbanístics i Operacions Topogràfiques.
- Tècnic Superior en Desenvolupament de Productes Electrònics.
- Tècnic Superior en Desenvolupament de Projectes Mecànics.
- Tècnic Superior en Desenvolupament de Projectes d'Instal·lació de Fluids, Tèrmics i de Manutenció.
- Tècnic Superior en Construccions de Metall.
- Tècnic Superior en Disseny i Producció Editorial.
- Tècnic Superior en Projectes d'edificació.
- Tècnic Superior en Projectes d'obra civil.

### Estudis Superiors d'Arts Plàstiques i Disseny - LOGSE
- Tècnic Superior en Arts Plàstiques i Disseny en Il·lustració.
- Tècnic Superior en Arts Plàstiques i Disseny en Projectes i Direcció d'Obres de Decoració.